# زراعة العنب

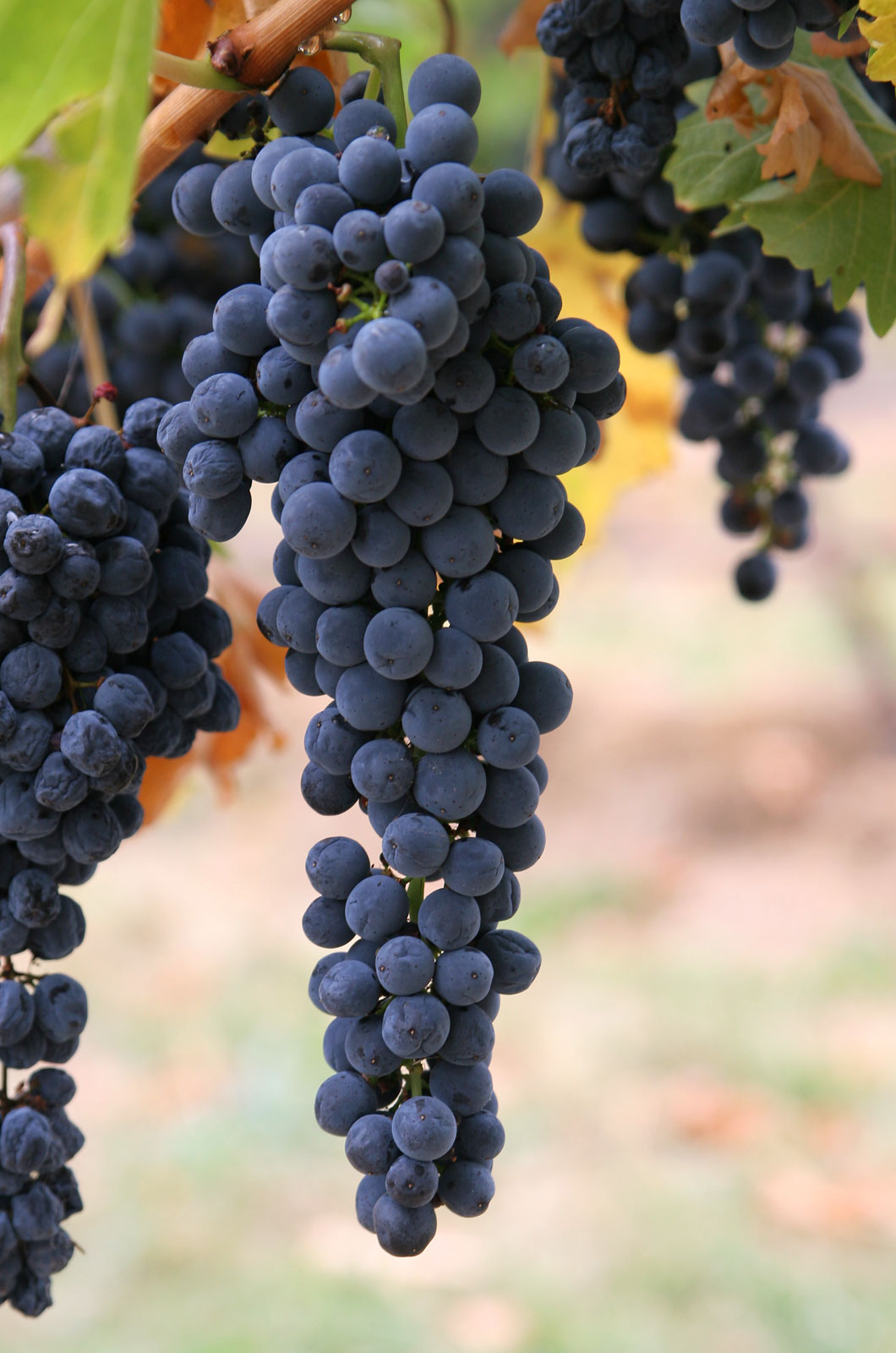
عنب النبيذ

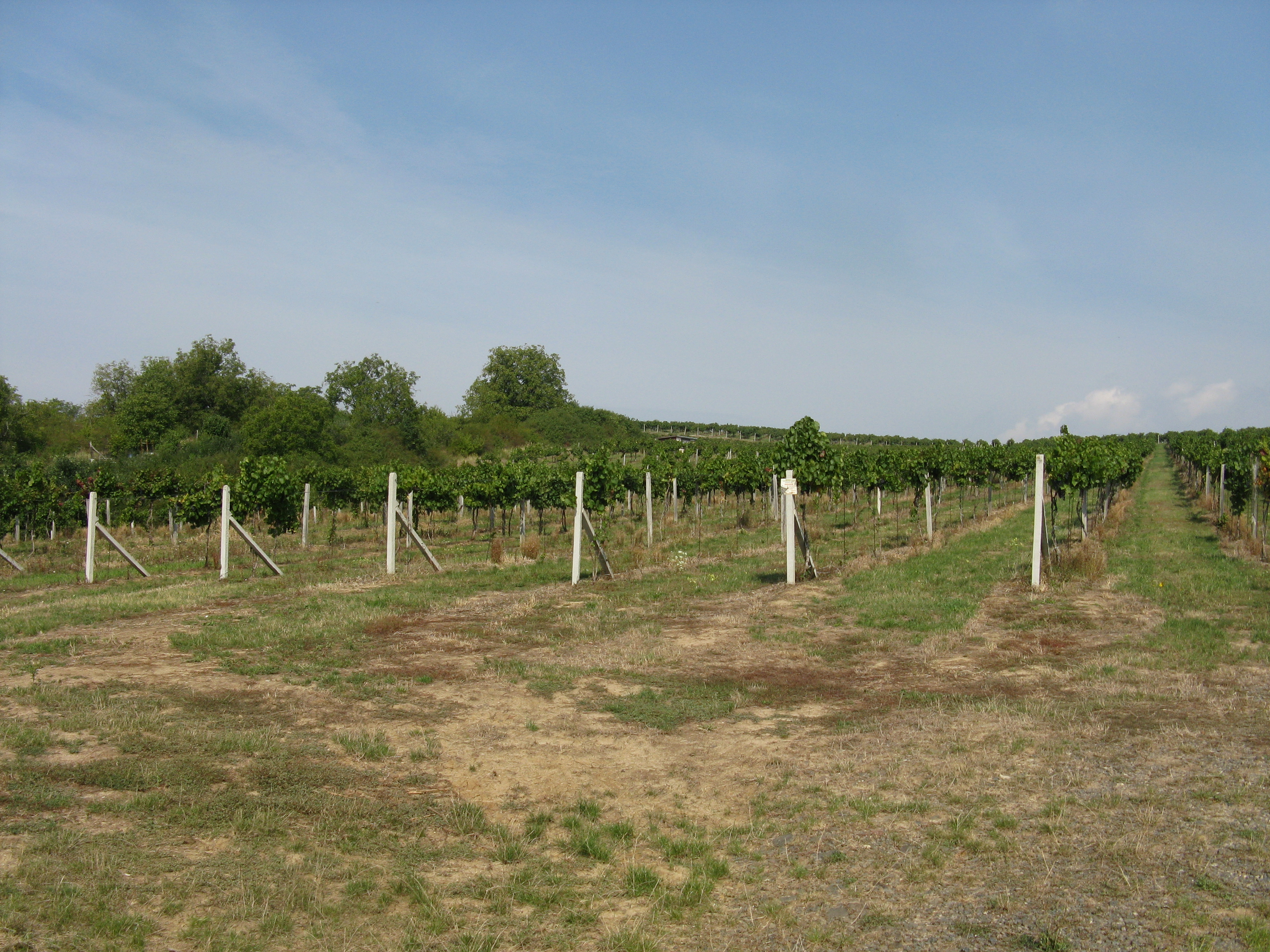
كرم في برهلوفتشي، سلوفاكيا

زراعة الكرم أو زراعة العنب أو زراعة الكروم أو الكِرامة هي زراعة وحصاد العنب. هو فرع من علم البستنة. بينما تمتد أراضي الكرمة النبيذية الأصلية، وهي أراضى زراعة العنب المشهورة، من أوروبا الغربية إلى الشواطئ الفارسية لبحر قزوين، فقد أظهر نبات العنب مستويات عالية من القدرة على التكيف مع البيئات الجديدة، وبالتالي يمكن العثور على زراعة الكرم في كل قارة باستثناء القارة القطبية الجنوبية.
تشمل المهام الواجب أداؤها في مزارع الكروم مراقبة الآفات والأمراض ومكافحتها، والتخصيب، والري، وإدارة المظلات الشجرية، ومراقبة تطور الثمار والتاكد من ملائمة خصائصها، وتحديد موعد الحصاد، وتقليم الكروم خلال أشهر الشتاء. غالبًا ما يشارك مختصي زراعة الكروم بشكل كبير مع صانعي النبيذ، لأن إدارة مزارع الكروم وخصائص العنب الناتجة عنها توفر الأساس الذي يمكن أن تبدأ منه صناعة النبيذ. تمت الموافقة على عدد كبير من الأصناف في الاتحاد الأوروبي كعنب حقيقي لصناعة النبيذ وزراعة الكرم.

## التاريخ 11\25
يمكن تتبع أقدم دليل على زراعة كرم العنب وصناعة النبيذ إلى ما قبل 8000 عام. يرتبط تاريخ زراعة الكرم ارتباطًا وثيقًا بتاريخ صناعة النبيذ، وذلك في ظل وجود دلائل على قيام البشر بزراعة العنب البري لصنع النبيذ منذ فترة تعود إلى العصر الحجري الحديث. تشير الدلائل ان أقدم نشاط زراعى في منطقة فيتيس فينافيرا حدث في منطقة الدول الحديثة في جورجيا وأرمينيا. تم اكتشاف أقدم مصنع نبيذ معروف في كهف «أرينى 1» في فايوتس ديزور في أرمينيا. بتاريخ ق. 4100 قبل الميلاد، احتوى الموقع على معصرة نبيذ وأوعية لتخمير العنب وأواني وأكواب.    كما وجد علماء الآثار أيضًا بذور نباتات وفينيفيرا. وتعليقًا على أهمية الاكتشاف، قال ماكجفرن: «حقيقة أن صناعة النبيذ كانت موجودة بالفعل وبشكل جيد في عام 4000 قبل الميلاد تشير إلى أن التكنولوجيا ربما تعود إلى ما قبل ذلك بكثير.»  هناك أيضًا أدلة على زراعة العنب في الشرق الأدنى في بدايات العصر البرونزي، أي في حوالي 3200 قبل الميلاد.
يمكن أيضا إيجاد دلاائل على زراعة الكرم القديمة من خلال المصادر المسمارية (الكتابة القديمة على ألواح من طينية)، وبقايا النباتات، والجغرافيا التاريخية، والحفريات الأثرية. تم استخدام بقايا آنية النبيذ القديمة لتحديد ثقافة استهلاك النبيذ وأنواع العنب المزروعة. بالإضافة إلى صناعة النبيذ، فإن العنب يتم زراعته أيضا لإنتاج الزبيب.
يبدو أن أول عملية زراعة للعنب كانت تحوي تفضيل الأعضاء الخنثى من فصيلة Vitis vinifera على العنب المذكر والمؤنث المنفصل، وتلك الانواع كانت تعتمد على ذكر قريب للتلقيح. مع القدرة على تلقيح نفسها بنفسها، مع مرور الوقت كانت الكروم الخنثى قادرة على إنجاب نسل كان خنثى باستمرار.
في نهايات القرن الخامس قبل الميلاد، قام المؤرخ اليوناني ثوسيديدس بكتابة التالي:
بدا سكان منطقة البحر المتوسط بالتطور والخروج من المرحلة الهمجية عندما بداو في زراعة الزيتون والعنب.
الفترة التي كان يتحدث عنها ثيوسيديدس هي على الأرجح الفترة بين 3000 قبل الميلاد و 2000 قبل الميلاد، عندما ظهرت زراعة العنب في منطقة آسيا الصغرى واليونان وجزر سيكلاديز في بحر إيجه. خلال هذه الفترة، شهدت زراعة العنب تطورا من كونها مجرد زراعة للإستهلاك المحلي إلى عنصر مهم في الاقتصاد والتجارة الدولية.

### رومان
من 1200 قبل الميلاد إلى 900 قبل الميلاد، طور الفينيقيون طرق زراعة العنب وتم التي استخدمت لاحقًا في قرطاج. حوالي 500 قبل الميلاد، سجل الكاتب القرطاجي ماجو مثل هذه الطرق الزراعية في عمل من مجلدين والذي أعتبر أحد القطع الأثرية القليلة التي نجت من الدمار الروماني لقرطاج خلال الحرب البونيقية الثالثة. كان لهذه النصوص أثر كبير على رجل الدولة الروماني كاتو الأكبر، وحوالي 160 قبل الميلاد كتب دي أجريكولتورا، الذي شرح زراعة العنب الرومانية والزراعة. حوالي 65 بعد الميلاد، أخرج لنا الكاتب الروماني كولوميلا العمل الأكثر تفصيلاً عن زراعة العنب الرومانية في عمل مكون من اثني عشر مجلداً تحت اسم دي ري روستيكا. ويعد عمل كولوميلا واحدا من أقدم الأعمال التي شرحت بالتفصيل طرق زراعة العنب بعيدا عن الأرض. دعا كولوميلا إلى استخدام الأوتاد الخشبية في الزراعة بدلا من الطريقة القديمة المتمثلة في تدريب الكروم على النمو على طول جذوع الأشجار. كانت فوائد استخدام الأوتاد فوق الأشجار تقلل إلى حد كبير من المخاطر المرتبطة بتسلق الأشجار، والتي كانت ضرورية لتقليم أوراق الشجر الكثيفة من أجل إعطاء الكروم ضوء الشمس، ثم حصادها لاحقًا.
ادىالتوسع الروماني في أوروبا الغربية إلى إدخال زراعة الكرم الرومانية إلى المناطق التي ستصبح من أشهر مناطق زراعة العنب المستخدم في النبيذ في العالم: منطقة ريوخا الإسبانية، والموزيل الألمانية، وبوردو الفرنسية، وبورجوندي ورون. كان خبراء زراعة العنب الرومان من بين أوائل الذين حددوا سفوح التلال شديدة الانحدار كأحد أفضل المواقع لزراعة الكروم، وذلك لأن الهواء البارد يتحرك لأسفل إلى المنحدرات ويتجمع في قيعان الوديان. وبالرغم من أن بعض الهواء البارد مفيد، إلا أن زيادته قد تؤدي إلى حرمان الكرمة من الحرارة التي تحتاجها لعملية التمثيل الضوئي، وفي الشتاء يزيد من خطر الصقيع.
في فترة العصور الوسطى، كان الرهبان الكاثوليك (وخاصة السيسترسيون) من ضمن أبرز مزارعي الكرم في تلك الفترة الزمنية. في هذا الوقت تقريبًا، ظهر نظام مبكر من عقود المزارعة في فرنسا مع العمال (عمال الأرض أو المستاجرين) حيث كانو يعملون في مزارع الكروم بموجب عقود يبرمونها مع ملاك الأراضي (المؤجرين). في معظم الحالات، كان يتم منح المزارعين مرونة في اختيار محاصيلهم وتطوير طرق زراعة العنب الخاصة بهم. في شمال أوروبا، شكل الطقس والمناخ صعوبات لزراعة العنب، لذلك تم اختيار بعض الأنواع التي تناسب البيئة بشكل أفضل. قامت معظم مزارع العنب بزراعة أنواعًا من العنب الأبيض، وهي أكثر مقاومة للمناخات الرطبة والباردة. كما تم إدخال عدد قليل من أنواع العنب الأحمر، مثل نوع يدعى النبيذ الأسود.
يعود تاريخ Les Très Riches Heures du duc de Berry إلى عام 1416 يحوى صورا عن أعمال البستنة وزراعة العنب في فرنسا.  توضح الصور فلاحين يقومون بتقليم عنب الكرم خلف جدران القلعة. تصور الرسوم التوضيحية الإضافية كيفية قطع العنب، حيث يتم قطع كل كرمة إلى ثلاثة نتوءات يصل ارتفاعها إلى الركبة تقريباً.
أصبحت العديد من طرق زراعة العنب التي تم تطويرها في هذه الفترة الزمنية من أسس زراعة العنب الأوروبية حتى القرن الثامن عشر. تمت دراسة الأصناف باهتمام أكبر لمعرفة أي أنواع العنب هي الأنسب لمنطقة معينة. في هذا الوقت تقريبًا، ظهر مفهوم مبكر عن الزراعات التخصصية حيث بدأ النبيذ المستخلص من العنب المزروع في أراضي معينة في اكتساب سمعة فريدة من نوعها. ظهر مفهوم التقليم من أجل النوع أكثر من الكم، بشكل رئيسي من خلال العمل السيسترسي، على الرغم من أنه سيخلق نزاعًا بين ملاك الأراضي الأغنياء الذين يريدون نبيذًا عالي الجودة والعمال الفلاحين الذين تعتمد سبل عيشهم على كمية النبيذ التي يمكنهم بيعها. نبيذ ريسلنج يعتبر هو المثال الشهير للنبيذ عالي الجودة. في عام 1435 أسس الكونت جون الرابع. من كاتزنيلنبوجن هذا التقليد الناجح.
في بورغوندي، طور الرهبان السيسترسيون مفهوم كرم العنب كأجزاء متجانسة في الأرض التي تنتج باستمرار نوع معين من العنب لصناعة نفس نوع النبيذً. في مناطق مثل كوت دور، قسم الرهبان الأرض إلى مزارع عنب مستقلة، لا يزال الكثير منها موجودًا حتى اليوم - مثل مونتراش ولا روماني.

## في الأساطير
في الأساطير اليونانية، كان ديونيسوس، النصف إله والنصف بشري (باخوس في الأساطير الرومانية)، ابن زيوس هوأول من اخترع شجرة العنب ومعصرة النبيذ. حدث ذلك عندما مات أكثر صديق مقرب له الساتير و أثناء محاولته إحضار كرمة ديونيسوس التي كان يعتبرها مهمة ستطاع ديونيسوس أن يجبر الكرمة أن تخرج ثمارها. ومن هنا جاءت شهرته، وأخيرا أصبح إلها. 

## شجرة العنب
توجد أكثر مناطق إنتاج النبيذ في العالم بين خطي عرض الاعتدال 30 درجة و 50 درجة في نصفي الكرة الأرضية. ضمن هذه المناطق، يتراوح المتوسط السنوي لدرجات الحرارة بين 10 و 20 °م (50 و 68 °ف) . هناك احتمالية أن يكون وجود مسطحات مائية كبيرة وسلاسل جبلية قد أثر بالإيجاب على الحالة المناخية ومحصول العنب. كما يمكن أن يكون وجود البحيرات والأنهار القريبة سبباً في حماية ضد انخفاض درجات الحرارة الشديدة في الليل وذلك بإطلاق الحرارة التي خزنها الماء خلال النهار لتدفئة الكرم.

## العنب
يصنف العنب على إنه توت. على الكرمة، يتم تنظيم العنب من خلال أنظمة تعرف باسم العناقيد. يختلف حجم عناقيد العنب فقد نجد عناقيد طويلة (مما يؤدي إلى انتشار العنب) أو عناقيد قصيرة (مما يؤدي إلى حزم العنب معًا). هناك بعض أنواع العنب، تنضج العناقيد سوياً مما يسمح بحصادها معًا. بالنسبة للأنواع الأخرى، قد ينضج العنب بشكل فردي داخل كتلة. يحتوي كل توت عنب على قشارة تعلق على المحور. تعتبر الوظيفة الرئيسية للمحور هي السماح للعنب بالحصول على الماء والمواد الغذائية اللازمة. ينتج عن تخصيب العنب وتخصيبه من بذور واحدة إلى أربع بذور داخل كل حبة. عندما لا يحدث التخصيب، يتكوين العنب الخالي من البذور، والذي يسعي لإيجاده من أجل إنتاج الزبيب. بغض النظر عن عملية التلقيح والتخصيب، فإن معظم النباتات تنتج حوالي 100 إلى 200 عنب.
يمثل قشر العنب 5 إلى 20٪ من الوزن الإجمالي للعنب حسب الصنف. عندما يصل قشر العنب إلى مرحلة النضج، فإنه يحوى أغلب المواد العطرية والتانين. تعتبر هذه العوامل مهمة في صناعة النبيذ باستخدام الطرق التي تشمل استخراج اللون أو إذابة الرائحة. على الرغم من أن القشر يحتوي على غالبية التانين، إلا أنه موجود أيضاً لكن بنسب صغيرة في كل اجزاء العنب وخلال جميع مراحل نموه. ومع ذلك، فإن أهم دور للتانين هو خلال مرحلة نضج العنب حيث أن وظيفته هي تشكيل اللون وشكل الجسم.

### زراعة الكروم
على الرغم من وجود الكثير من العوامل التي قد تؤثر على الجودة العامة لكرمة العنب، إلا أن أكثر ثلاث عوامل مهمة هي المناخ والمنحدر والتربة،  غالبًا ما يشار إليها مجتمعة باسم <i id="mw_A">عوامل الأرض</i>.

#### مناخ
المناخ هو العامل الخارجي الأكثر أهمية في تحديد الصفات المتأصلة في العنب. لكل صنف من العنب بيئة مفضلة بشكل فريد للنمو المثالي. نظرًا لاختلاف المناخ من منطقة إلى أخرى، فإن اختيار أفضل سلالة هو قرار مهم في زراعة العنب. بالإضافة إلى ذلك، نظرًا لأن العوامل المناخية مثل درجة الحرارة والأمطار يمكن أن تكون غير متوقعة ولا يمكن السيطرة عليها، فإن كل عام سينتج محاصيل فريدة من العنب. يعتبر العنب المعد للنبيذ أيضًا عرضة بشكل خاص لتغير المناخ وتغير درجات الحرارة.
تحتاج كرم العنب إلى أن يتعرض إلى ما يقرب من 1300-1500 ساعة من أشعة الشمس خلال موسم النمو وحوالي 690 مليمتر (27 بوصة) من الأمطار على مدار العام وذلك من أجل إنتاج العنب المناسب لصناعة النبيذ. إذا كانت الظروف المناخية مثالية، سيكون معظم سقوط الأمطار خلال أشهر الشتاء والربيع: يمكن أن يؤدي سقوط الأمطار في وقت الحصاد إلى العديد من المخاطر، مثل الأمراض الفطرية انقسام التوت. الطقس الأمثل خلال موسم النمو هو صيف طويل ودافئ مما يتيح للعنب فرصة الوصول إلى النضج الكامل وتحقيق التوازن بين مستويات الأحماض والسكريات في العنب. تتمتع المناخات الحارة والمشمسة بموسم نمو خالٍ من الصقيع يصل إلى 200 يوم أو أكثر. تساعد هذه الصفات المناخية العنب أن ينضج بشكل أسرع مع ارتفاع مستويات السكر وحموضة أقل. أما المناخات الأكثر برودة، فإن موسم النمو الخاللي من الصقيع يبلغ حوالي 150-160 يومًا. يؤدي المناخ البارد إلى نضج العنب في وقت مبكر مما يجعل المحصول أكثر نضارة وحمضية.  عامة، متوسط درجات الحرارة السنوية لأغلب المحاصيل يجب أن تكون حوالى 15 درجة س (59ف) وذلك لتحقيق أعلى جودة ممكنة في كل حبة عنب..
الصيف: يبلغ متوسط درجات الحرارة المثالية في الصيف حوالي 22 °م (72 °ف) .  تمكن درجات الحرارة المثالية في الصيف المحصول على النضج. كما تعتبر درجة الحرارة وأشعة الشمس من أهم عوامل التي تساهم في عملية النضج.
الشتاء: يبلغ متوسط درجات الحرارة المثالية في الشتاء حوالي 3 °م (37 °ف) .  تعتبر درجات الحرارة المثالية في فصل الشتاء مهمة حيث أنها تسمح للعنب بأن يدخل مرحلة الراحة. أما إذا حدث نزول شديد في درجات الحرارة فإن ذلك قد يؤدي إلى تضرر المحاصيل.
الربيع والخريف: يعتبر الربيع والخريف مواسم شديدة الاهمية لنمو العنب، وذلك بسبب ان النباتات تكون معرضة لأضرار الصقيع، وهو العامل الذي يمكن أن يلحق الضرر ببراعم الثمار.  يمكن أن يزيد الطقس الرطب في الربيع من احتمالات تكوين العفن الفطري. لمنع العفن الفطري، تقوم بعض المزارع بإدخال أجهزة مثل السخانات أو المراوح الكبيرة في مزارع الكروم. ومع ذلك، يمكن أن تكون هذه الحلول مكلفة.

#### ميل
هناك افضلية لزراعة العنب على التلال والمنحدرات على زراعته في التضاريس المستوية: يمكن أن يصبح العنب الذي ينمو على منحدر أكثر كثافة بسبب أشعة الشمس، مع سقوط أشعة الشمس على زاوية عمودية على جانب التل. في التضاريس المستوية، يتم تقليل شدة ضوء الشمس أثناء انتشاره عبر مساحة سطح أوسع. تعتبر المنحدرات الصغيرة المرتفعة فوق الأرض المحيطة أكثر الأماكن المفضلة وأكثرها أمانًا للمحاصيل، السبب في ذلك هو ان هذه الارتفاعات الصغيرة تكون أقل عرضة للصقيع.  بالإضافة إلى ذلك، يوفر المنحدر تصريفًا أفضل للماء، مما ينتج عنه تجنب احتمال بقاء العنب في تربة شديدة الرطوبة. في المناطق الأكثر برودة في نصف الكرة الشمالي، تتلقى المنحدرات المواجهة للجنوب ساعات أكثر من ضوء الشمس ويفضل؛ في المناخ الأكثر دفئًا، يفضل المنحدرات المواجهة للشمال. في نصف الكرة الجنوبي، تنعكس هذه الاتجاهات.

#### التربة
جودة التربة مهمة للسماح للنباتات بأن يكون لها أنظمة جذرية أفضل. فإذا كانت التربة رديئة قد يؤثر ذلك على نمو وصحة الكرمة. تفضل أنواع العنب المختلفة ظروف التربة المختلفة، على الرغم من وجود عوامل جودة عامة. تشمل ظروف التربة المناسبة: التهوية، والملمس الرخو، والصرف الجيد، والخصوبة المعتدلة. تعتبر عوامل الصرف أهم خصائص التربة التي تؤثر على نمو كرمة العنب. عندما يكون نمو الجذور محدوداً بسبب رداءة التربة، ينخفض إنتاج الكرم وعوائد الفاكهة كما يمكن أن ينخفض معدل بقاء النبات إلى بضع سنوات فقط.

### المخاطر

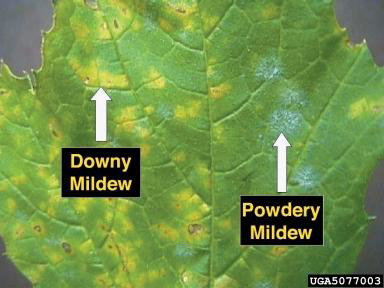
أمثلة على البياض الدقيقي الناعم على ورق العنب.

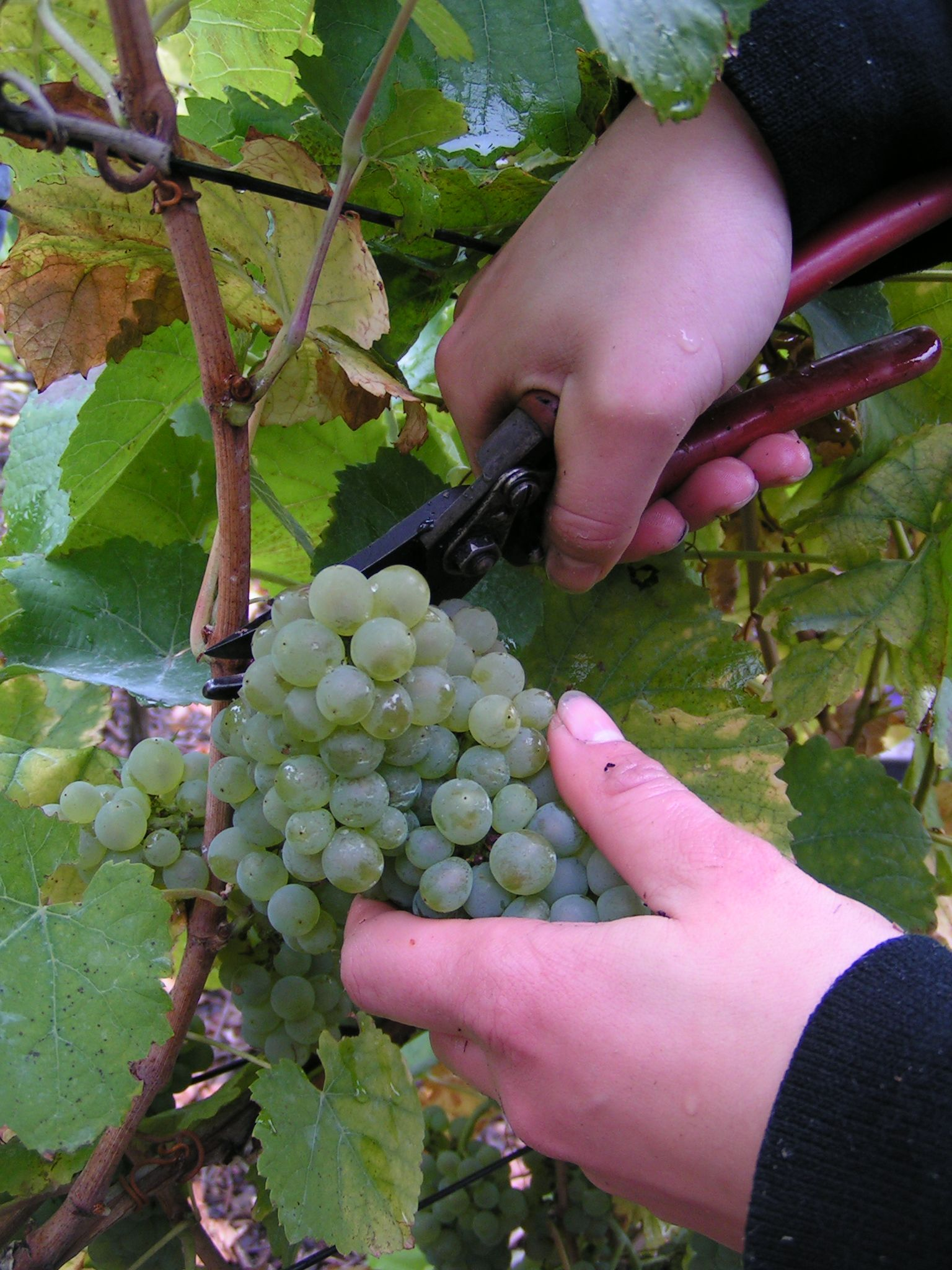
جمع العنب اليدوي

يواجه المختصون في زراعة الكروم العديد من الأخطار التي يمكن أن يكون تؤثر بالسلب على النبيذ المنتج من العنب أو قتل الكرمة نفسها.
- عندما تزهر الكرمة، فإنها تكون عرضة للرياح الشديدة والبرد. يمكن أن تؤدي درجات الحرارة الباردة خلال هذه الفترة إلى ظهور طحينة ، والتي تنتج عناقيد بدون بذور وبأحجام مختلفة. يمكن أن تنتج الظروف الحارة كولور الذي يتسبب في سقوط مجموعات العنب على الأرض أو عدم نموها بالكامل. [33]
- أوديوم هو البياض الدقيقي الذي يمكن أن يهاجم جميع الأجزاء الخضراء من الكرمة. إذا تركت دون علاج، يمكن أن يكون الأوديوم محطة نهائية للمصنع. ينمو في درجات حرارة منخفضة وفي الظل.[38] تطورت بعض أنواع الكروم في أمريكا الشمالية لإظهار مقاومة للعفن (3:37).
- يزدهر البياض الزغبي (برونوسبورا) في درجات الحرارة العالية والرطوبة وينتج بقعًا على الأوراق. يمكن معالجته عن طريق رش النباتات بكبريتات النحاس.[39] معظم الكروم الأمريكية مقاومة، باستثناء فيتيس فينافيرا.[40]
- ينتشر فيروس فانلييف عن طريق الديدان الخيطية التي تتكاثر في جذع العنب. يمكن أن يؤدي إلى تشوه، اصفرار الأوراق، وانخفاض غلة المحاصيل.[41] لا يوجد علاج للنبات. أفضل طريقة هي إزالة النباتات المصابة وترك الجذور المتبقية لتتعفن.
- الصقيع
- نوع من قمل النبات
- فيروس النبات
- الآفات

## حصاد أخضر
الحصاد الأخضر معناه إزالة عناقيد العنب الغير ناضجة، عادة لغرض تقليل الغلة. يؤدي إزالة العناقيد وهي لا تزال خضراءإلى أن تضع الكرمة كل طاقتها في تحسين العنب المتبقي. من الناحية النظرية، يؤدي هذا إلى نضج أفضل وتطوير المزيد من مركبات النكهة الناضجة. في حالة عدم وجود الحصاد الأخضر، يمكن أن تثمر كرمة قوية وصحية عنبًا ليس له نكهة وغير ناضج.
في أوروبا، تقيد العديد من المسميات المحصول المسموح به في منطقة معينة، لذلك هناك تحقيز أكبر لإجراء الحصاد الأخضر عند تقديمه مع محصول إضافي. في أحيان كثيرة، يجب بيع المحصول الزائد مبلغ زهيد واستخدامه لإنتاج الكحول الصناعي بدلاً من النبيذ.
في حين أن فكرة التقليل أو التضحية بجزء من محصول العنب، أو ما يسمى بالحصاد الأخضر، بهدف تحسين جودة العنب المتبقي، سبق النقاد الحديثين، فقد ازدادت هذه الطريقة في الفترة الأخيرة في مزارع العنب الموجودة في كاليفورنيا والمناطق التي ينمو فيها العنب بسهولة. (مكوي)

## مزيج ميداني

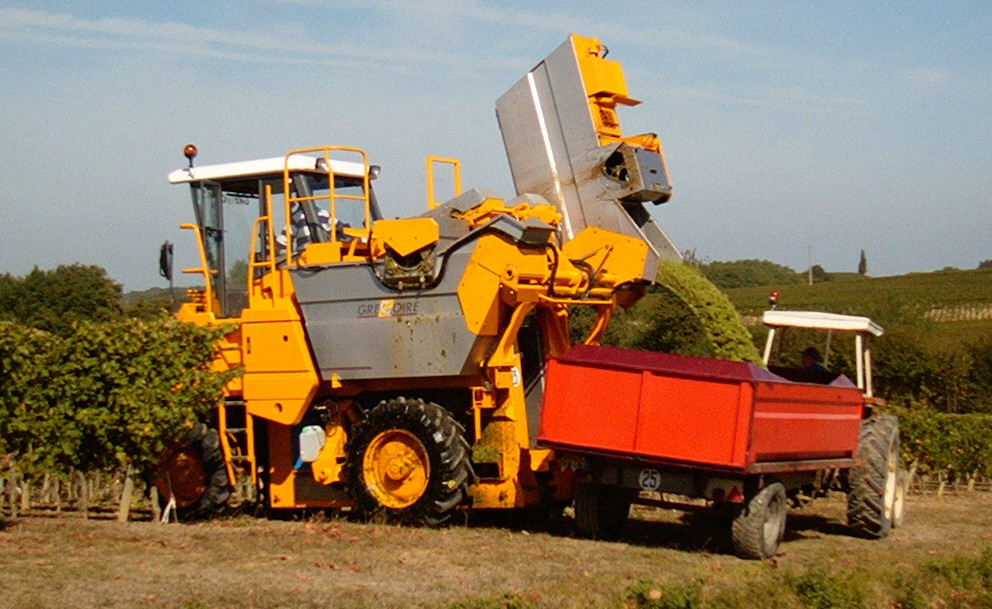
حصاد ميكانيكي لعنب ساوفيجنون بلانك في كوت دي دوراس بفرنسا

مزيج الحقل هو نبيذ يتم إنتاجه من نوعين مختلفين أو أكثر من أنواع العنب المزروعة في نفس الكرم. في الأيام الماضية قبل التحديد الدقيق للأصناف، ناهيك عن الاختيار النسيلي الصارم، كان من الممكن زراعة مزرعة عن طريق أخذ قصاصات من مزرعة عنب أخرى وبالتالي نسخ تركيبتها الجينية تقريبًا. هذا يعني أن كرمة واحدة يمكن أن تكون هي مصدر العنب الاحمر الأمريكي والعنب الأحمر الأسباني التالي. عند صنع النبيذ باستخدام عدد قليل من المعدات يؤدي ذلك إلى فصل الانواع المختلفة، ويسمح بمزيج الحقول بدون جهد، بالرغم من هذا المزيج يكون غير مرن.
أصبحت أسعار خزانات التخمير الآن في المتناول لدرجة أن مزيج الحقل أصبح شئ من الماضي، ويتم تجميع جميع أنواع النبيذ تقريبًا عن طريق خلط كميات صغيرة. ومع ذلك، في ولاية كاليفورنيا، يأتي بعض أقدم (وأقل غلة) العنب الأحمر الأمريكي من مزارع الكروم المخلوطة حقليًا. تمتلك ريدج فينياردز كروم ليتون سبرينغز في مقاطعة سونوما ، والتي زرعت من عام 1900 إلى عام 1905 في ما يسميه ريدج «مزيج حقل تقليدي حوالي سبعين بالمائة من زينفاندل ، وعشرين بالمائة بيتيت سيرا ، وعشرة بالمائة غريناش وكارينيان.»
جيمشتر ساتز (مجموعة مختلطة) هو مصطلح مرتبط بالنبيذ باللغة الألمانية معناها مزيج الحقل ، مما يعني أن أنواع العنب المختلفة تُزرع وتُحصد وتُقطف معًا. في العصور القديمة ، كان هذا منتشراً، لكن هذه الطريقة توقفت العمل بها تقريبًا. ومع ذلك ، فقد كانت هذه الطريقة مقتصرة على مدينة فيينا.

## روابط خارجية
- AJEV - المجلة الأمريكية لعلم التخمير وزراعة العنب
- إرشادات إدارة مكافحة آفات العنب (IPM)
- SAFECROP - وقائع ورشة العمل الدولية الخامسة حول زغبي العنب والبياض الدقيقي
- دليل إلى العنب فاينز
- زراعة الكروم